# شلال نوجيان
شلال نوجيان هو واحد من أعلى الشلالات في إيران كما ويُعتبَر أعلى شلالات محافظة لرستان والواقع بين السلاسل الجبلية لهذه المحافظة ويبلغ ارتفاعه 95 متراً حيث يقع شامخاً وساحراً على بعد 35 كيلومتر عن مدينة خرم آباد في منطقة بايي وتُحيط به جبال تاف (من شرق وجنوب شرق) وجبال هشتادبهلو (من غرب وجنوب غرب). أنسب وأفضل فترة يعطي لكم شلال نوجيان ذروة جماله وروعة طبيعته وغزارة مياهه هو الربيع وأوائل الصيف، وهذه تعود إلى العيون التي توفر مياه الشلال وهي تمتلئ بالماء طيلة هذه الفترة. كما وتُزيد من جمال المكان وجود نبع كبير قد شَقّ صخرة عظيمة وتتدفق منه المياه فضلاً عن غابات البلوط الكثيفة للغاية وحديقة غابات نوجيان التي ترَّحب بالسياح في أجواء مثالية ولطيفة بالقرب من الشلال وهي تُحظى بسمعة مرموقة بسبب وجود الأعشاب الطبية فيها حيث تجتذب بها الكثير من السياح الراغبين في الحصول على هذه الاعشاب المفيدة جداً.

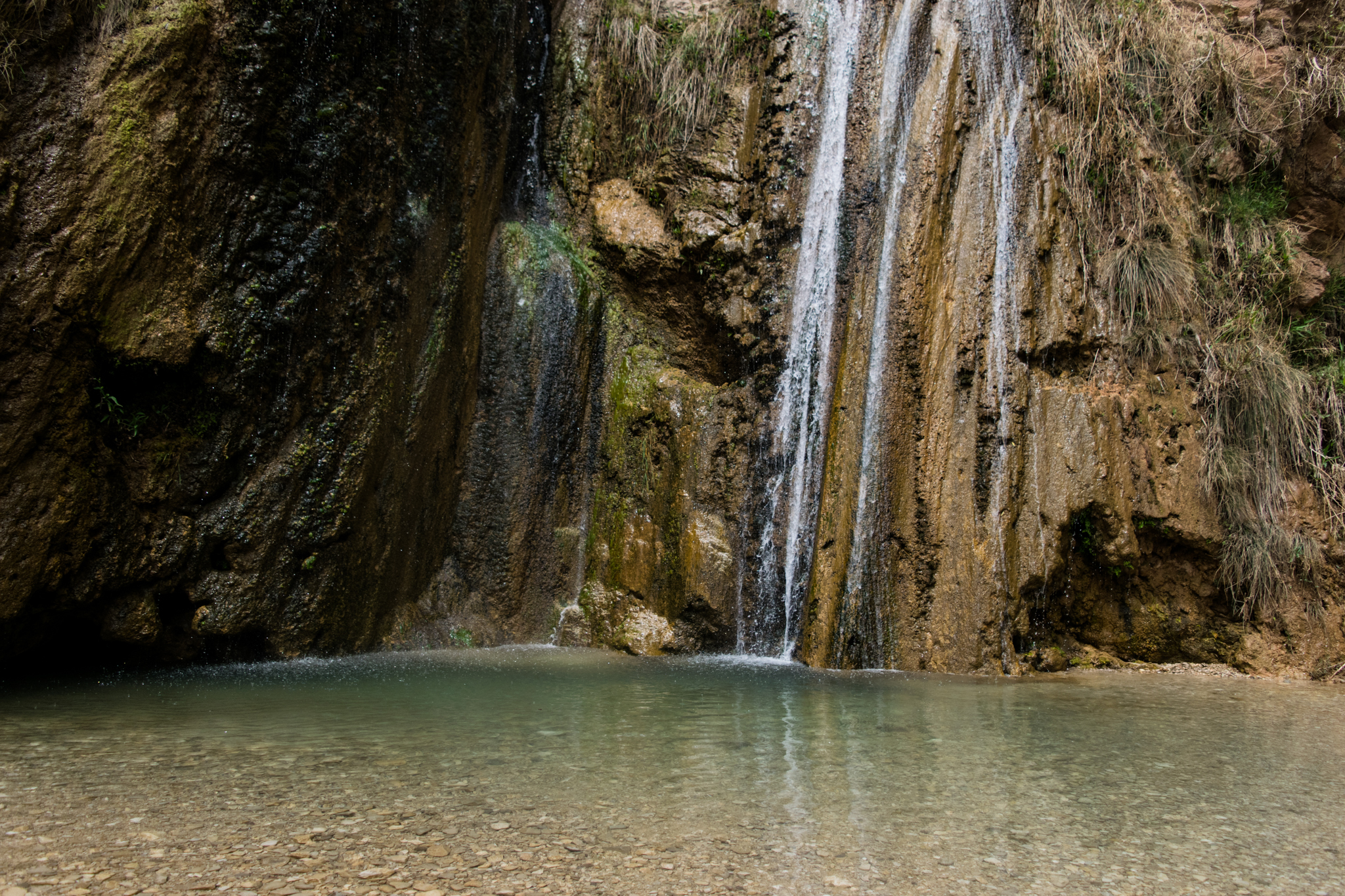
شلال نوجيان، أحد أعلى الشلالات في إيران

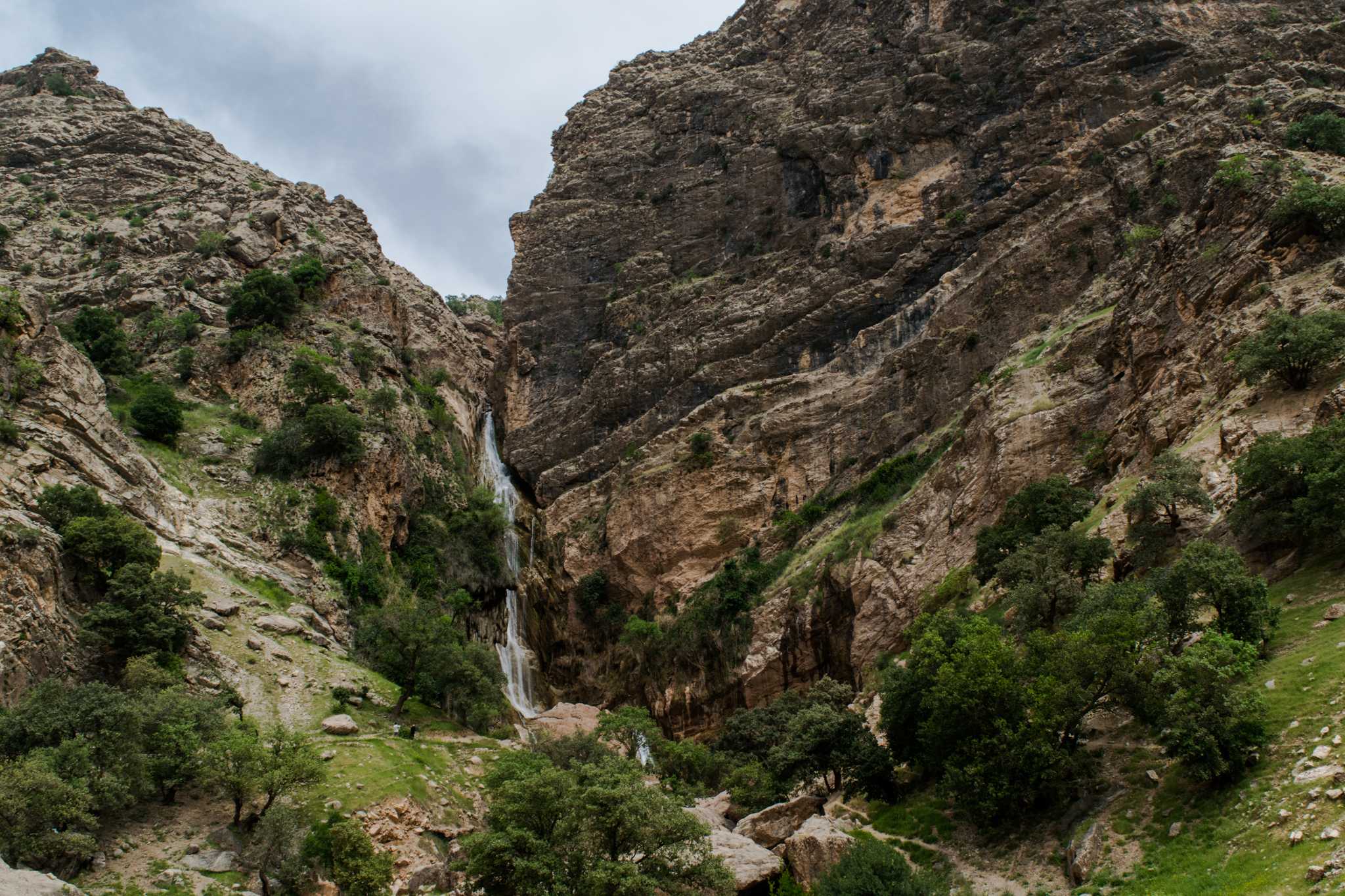
شلال نوجيان في محافظة لرستان

## الموقع
اشتهرت قرية نوجيان بوجود شلال نوجيان حيث يُغذي هذا الشلال الماء الذي ينبع من جبل يحمل نفس الاسم، ليكوّن هذا الشلال بانهماره ما يشبه الحوض العميق والكبير نسبياً. حيث يقع جنوب شرقي خرم آباد في جبال تاف، وهو أحد أجمل الشلالات ذات المياه الغزيرة في هذه المنطقة والتي تضفي على محافظة لرستان جمالاً بمناظرها المبهجة حول الشلال.

## مكانته السياحية
يجذب شلال نوجيان كل عام العديد من السياح وزائري هذه المنطقة، ففي أعلى جبل تاف هناك غابات نوجيان السياحية وهناك على جبل تاف تنمو أنواع النباتات والأعشاب الطبية، وجمال هذه الطبيعة وبنضارتها وشلالها واشجارها جعلها منطقة سياحية يقضي السائح فيها وقتاً تحتفظه مخيلته وذكرياته بعد ان تغمره السعادة وهو غارق في عالم أحلام الطبيعة الجميلة. وعلى طول السنة وخاصةً فصل نزول الأمطار من السماء ترى المنطقة يؤمها الزوار دون انقطاع وهم يغرقون في رذاذ الهواء المنتشر ويجمعون ما أمكن من الأعشاب الطبية بعد ان قضوا ساعات بين هذه المناظر.

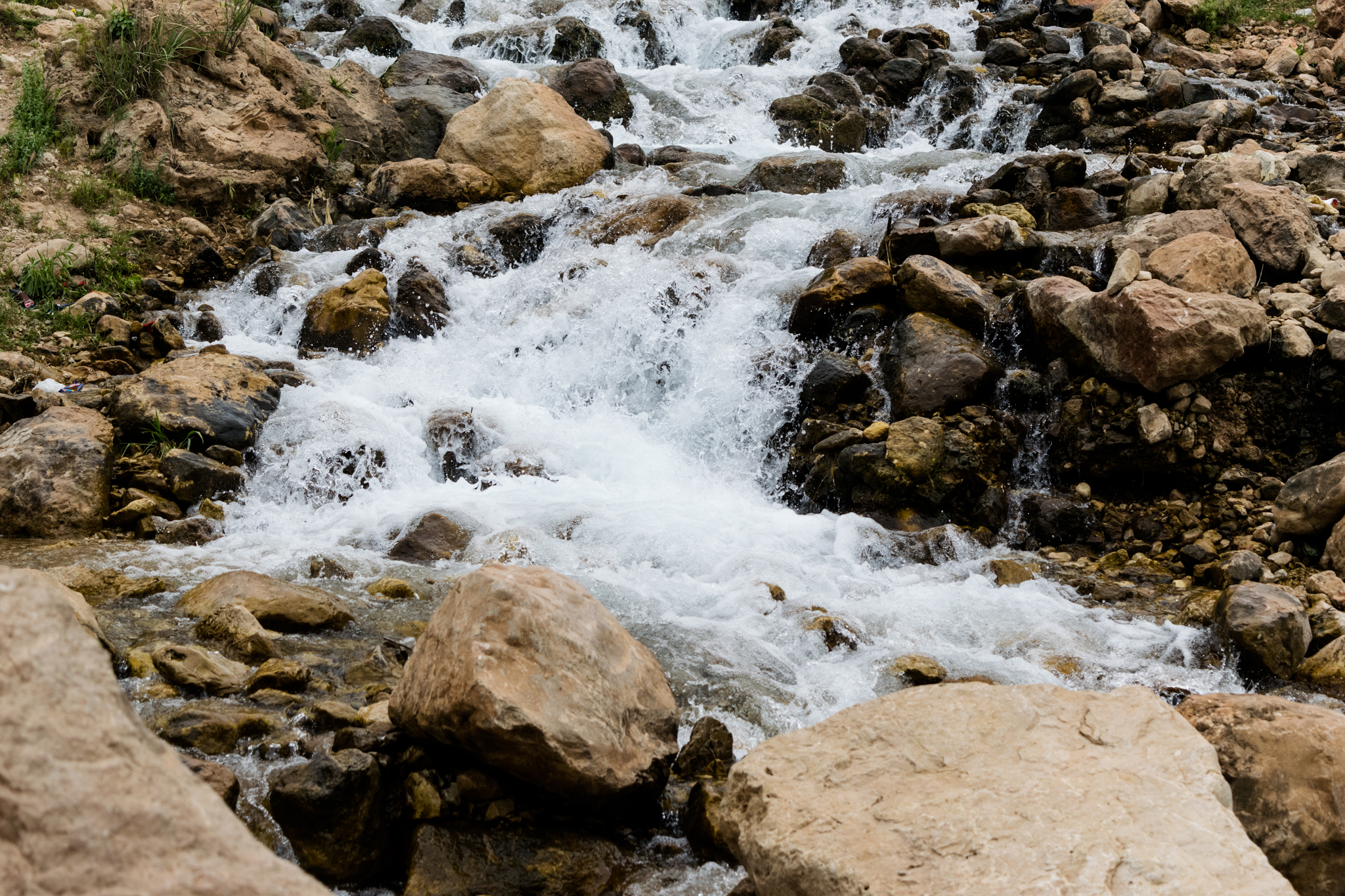

## الغابات في منطقة الشلال
ان الغابات المحيطة بالشلال تنعم بكثافة اشجار البلوط فهي من أشهر المناطق وفرة للبلوط في العالم. وعلى بعد مئة متر يدهشك منظر الينبوع الكبير وهو يشق صخرة كبيرة ليكوّن نبعاً زلالاً ليخرج من باطن الأرض ويتحرر إلى خارجه، وهو بلاشك يعكس روعة الهبة الإلهية للبشرية ليغذي هذا الماء العذب الزلال جذور الاشجار التي تهب أنواع الفواكه هناك كالتين ليتكاثر تلقائياً ويصطف ليضفي جمالاً على كل جمال تلك المنطقة الغنية بالحياة.

## معرض الصور

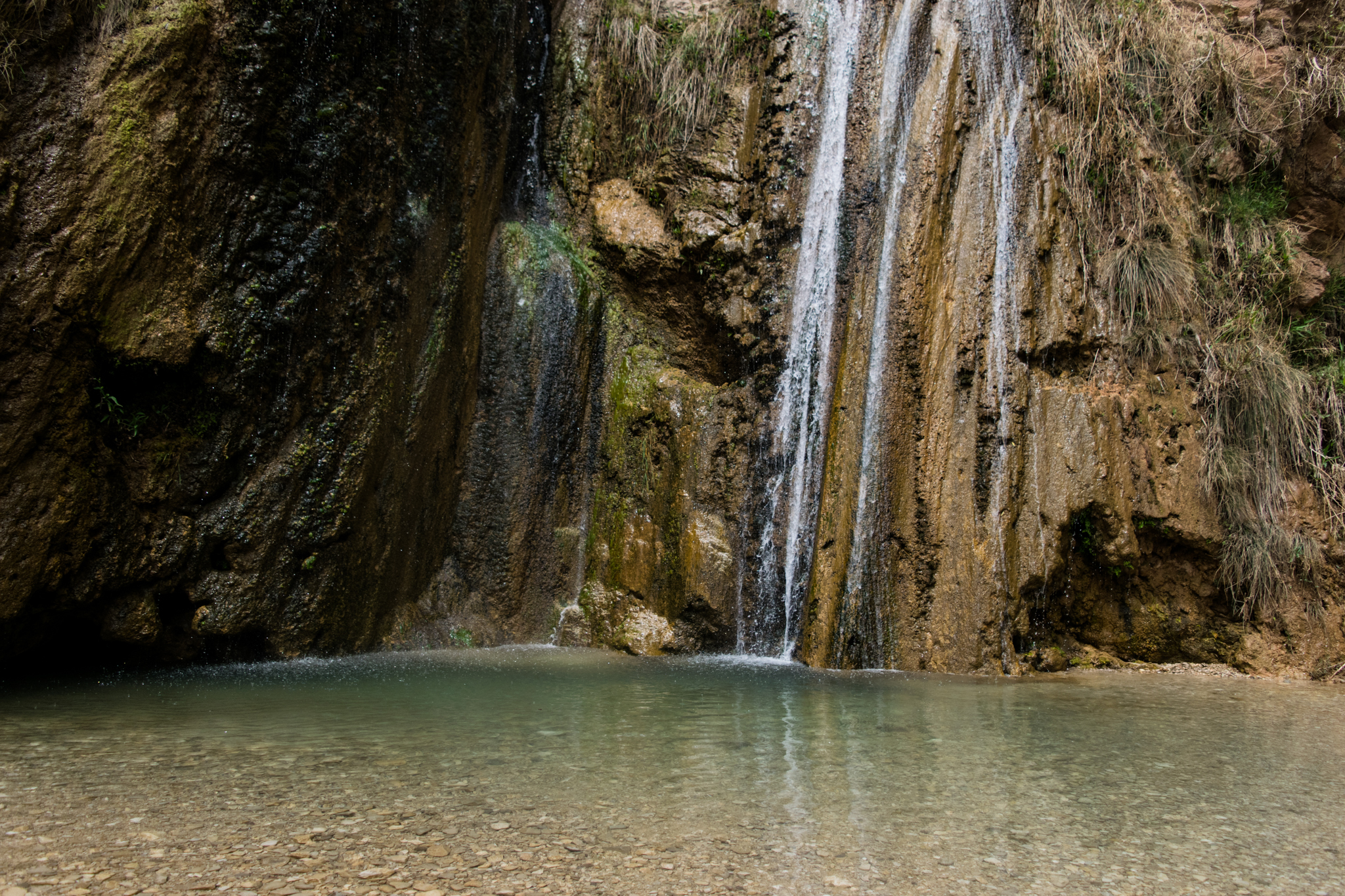
شلال نوجيان، أحد أعلى الشلالات في إيران

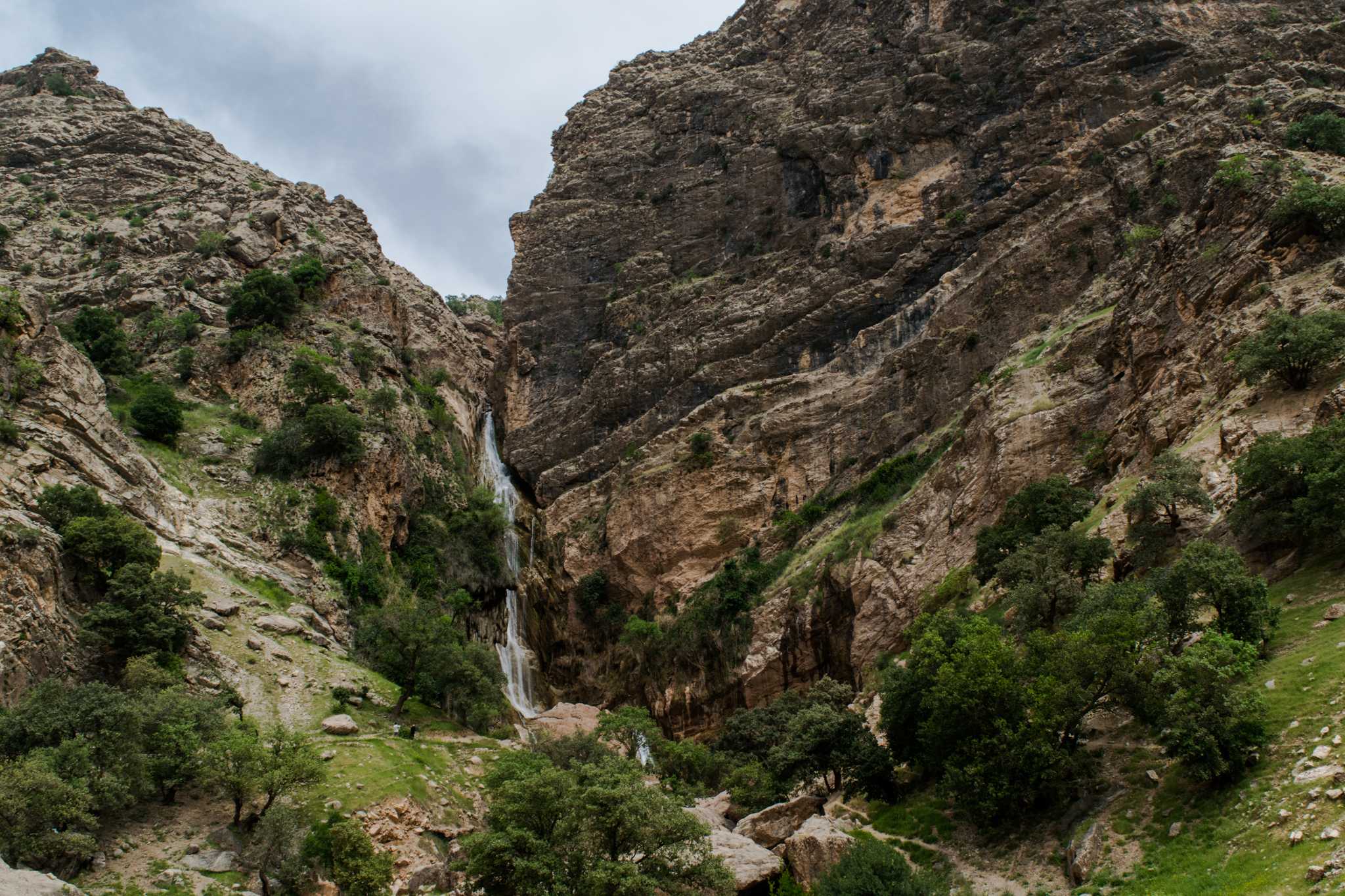
شلال نوجيان في محافظة لرستان

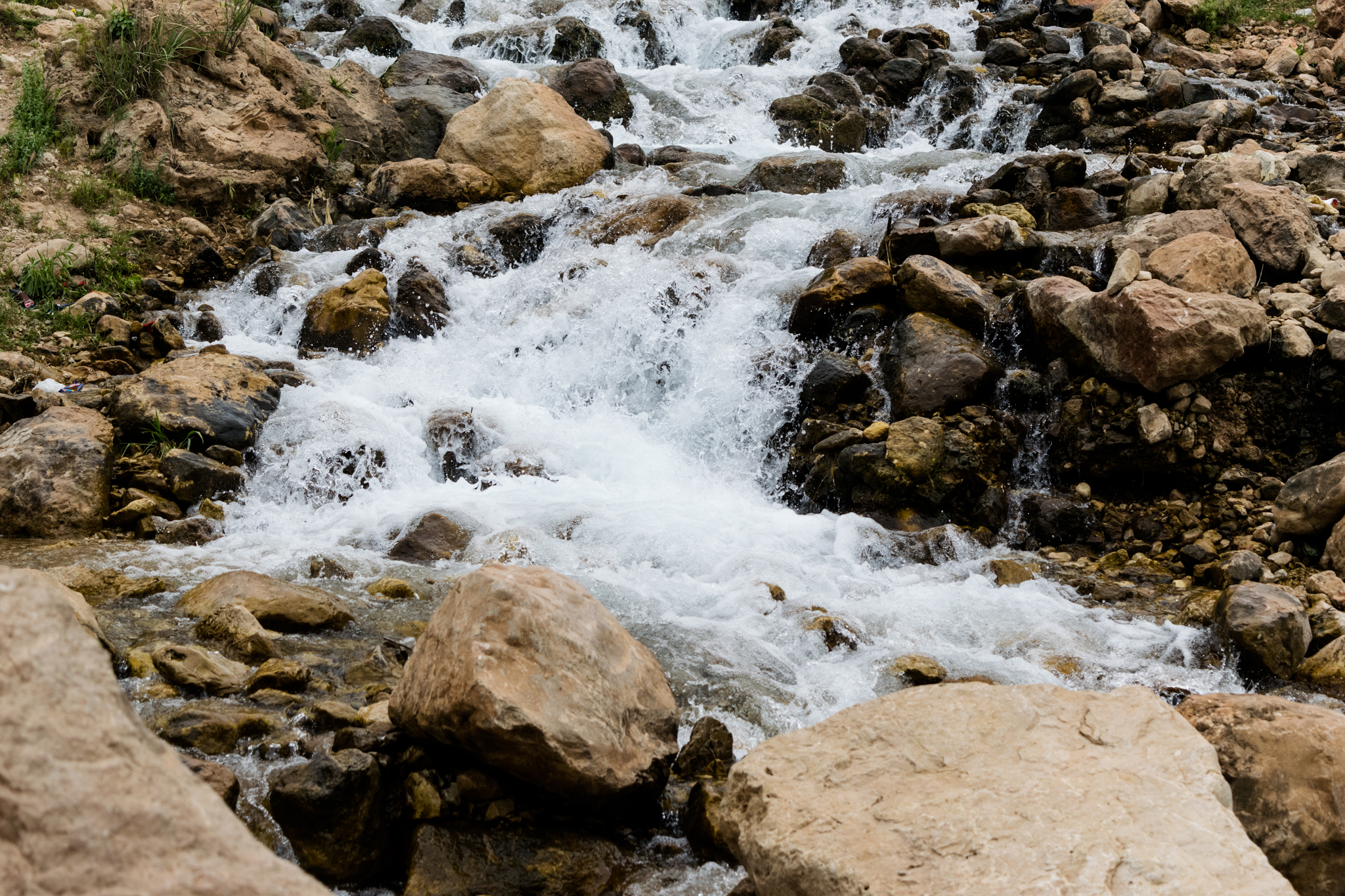